# Witold Ostrowski (anglista)

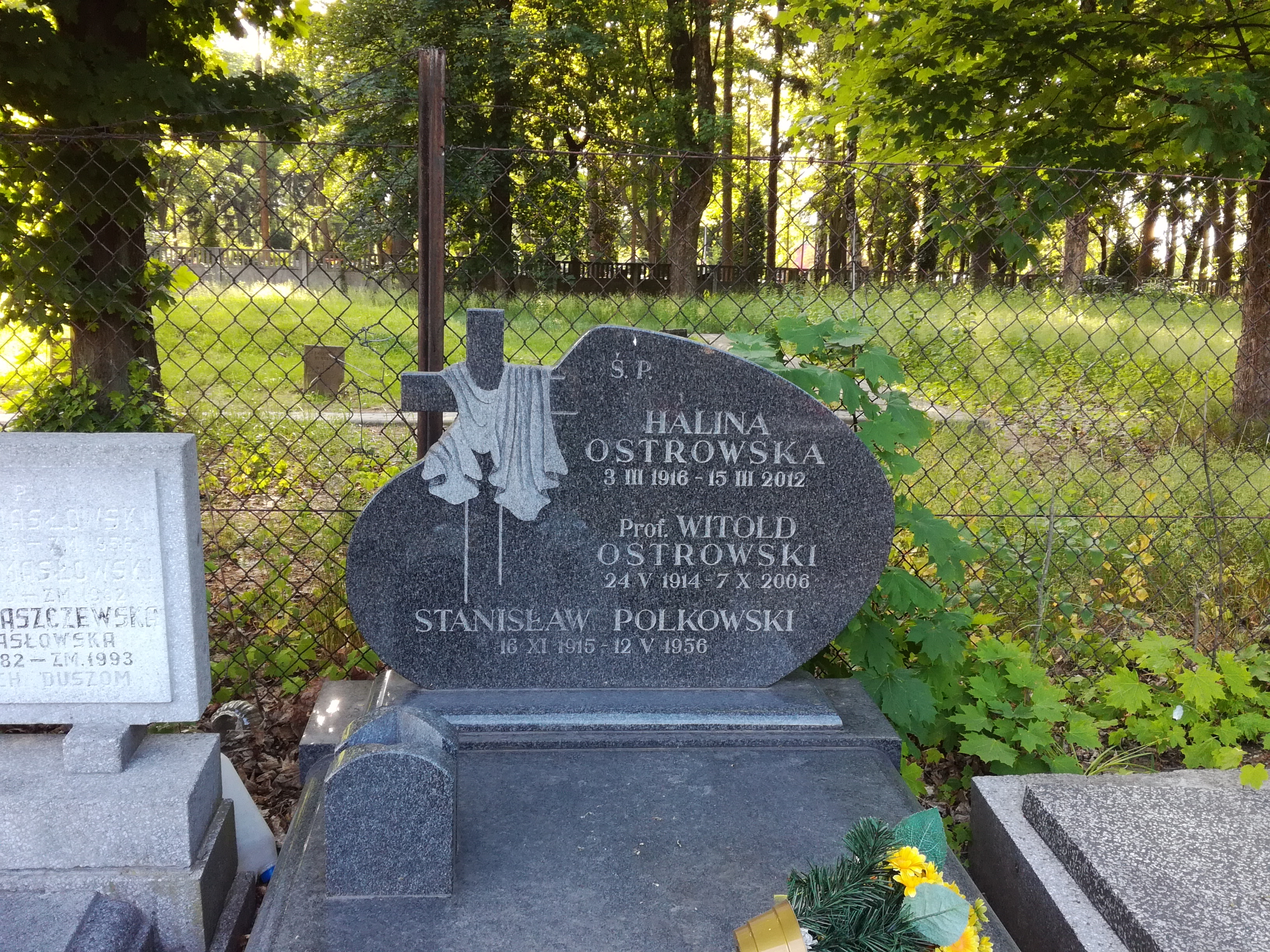
Grób profesora Witolda Ostrowskiego na cmentarzu Doły w Łodzi

Witold Ostrowski (ur. 24 maja 1914 w Warszawie, zm. 7 października 2006 w Łodzi) – profesor anglistyki, tłumacz literatury angielskiej, kierownik Katedry Filologii Angielskiej, a później dyrektor Instytutu Filologii Angielskiej Uniwersytetu Łódzkiego.

## Życiorys
Syn Zygmunta i Walerii Bukowieckiej. Uczył się w I Państwowym Gimnazjum i Liceum im. Stefana Batorego i Lelewela w Warszawie, w latach 1934-38 studiował filologię angielską na Uniwersytecie Warszawskim pod kierunkiem prof. Andrzeja Tretiaka. Po ukończeniu studiów otrzymał jedno z pierwszych stypendiów ufundowanych przez British Council i spędził rok akademicki 1938/39 na Uniwersytecie Exeter w Anglii.
W czasie wojny mieszkał w Warszawie, opiekując się sparaliżowaną matką i trzema młodszymi siostrami. Wysiedlony z matką do obozu w Pruszkowie, zdołał dzięki pomocy sióstr Czerwonego Krzyża przedostać się do Piotrkowa Trybunalskiego, gdzie pracował jako robotnik w firmie zabawkarskiej i udzielał korepetycji.
Po zakończeniu wojny podjął pracę w Gimnazjum Kupieckim w Piotrkowie Trybunalskim jako nauczyciel, a w grudniu 1945 r. przeniósł się do Łodzi, gdzie został asystentem prof. Tadeusza Grzebieniowskiego, tworząc z nim Katedrę Filologii Angielskiej Uniwersytetu Łódzkiego. W 1949 r. uzyskał doktorat na podstawie dysertacji Angielskie utopie literackie od More'a do Swifta. W 1964 r. został kierownikiem Katedry Filologii Angielskiej UŁ. W 1969 r. otrzymał tytuł profesora nadzwyczajnego, a w 1977 r. profesora zwyczajnego. W 1970 r. został kierownikiem Instytutu Filologii Obcych, a w 1973 r. dyrektorem Instytutu Filologii Angielskiej i kierownikiem Zakładu Anglistyki.
W ramach podróży naukowych odwiedził ośrodki akademickie w Wielkiej Brytanii, Stanach Zjednoczonych, Niemczech i Francji. Wychował nauczycieli akademickich, którzy zasilili kadrę anglistów w Łodzi, Poznaniu, Wrocławiu, Gdańsku, Toruniu i Bydgoszczy.
Od 1958 r. aż do śmierci był członkiem Łódzkiego Towarzystwa Naukowego. Był też redaktorem naukowym „Zagadnień Rodzajów Literackich” i „Folia Anglica”, członkiem Międzynarodowego Stowarzyszenia Profesorów Uniwersyteckich (IAUPE) i Polskiego Towarzystwa Neofilologicznego, w którym przez szereg lat pełnił funkcję sekretarza.

## Twórczość
W jego twórczości naukowej można wyróżnić następujące główne pola badań: angielska utopia i antyutopia, powieść angielska (głównie historyczna, science fiction, fantasy i kryminalna), gatunki literackie, dramat renesansowy, literatura porównawcza (głównie związki między literaturą angielską i polską), poezja (średniowieczna i ludowa, William Wordsworth, Alfred Tennyson, Thomas Stearns Eliot, Gerard Manley Hopkins). Opublikował ok. 180 prac naukowych, w tym 4 książki. Poza twórczością naukową był autorem (pod pseudonimem „Zygmunt Zygmuntowicz”) artykułów i dwóch książek o tematyce katolicko-wychowawczej oraz trzech niepublikowanych powieści przygodowych i poezji.
W 1957 r. poślubił Halinę Polkowską, również anglistkę, wdowę po swoim przyjacielu Stanisławie Polkowskim. Razem z nią wychował dwoje jej dzieci z pierwszego małżeństwa: Elżbietę (Jach-Kowalską, malarkę) i Andrzeja Polkowskiego (tłumacza literatury).
Pochowany na cmentarzu rzymskokatolickim św. Wincentego na Dołach w Łodzi.

## Wybrane dzieła

### Książki
- Angielskie utopie literackie od More'a do Swifta (niepublikowana rozprawa doktorska, egzemplarz w Bibliotece Narodowej, 1949
- Thomas More: Utopia, opracowanie i wprowadzenie (s.7-69), Warszawa 1954
- Wczesna poezja Alfreda Tennysona. Łódzkie Towarzystwo Naukowe, 1957
- O literaturze angielskiej, Warszawa 1958
- Romans i dramat, Warszawa 1970
- Historia powieści kryminalnej w Anglii, maszynopis złożony do druku w „Zeszytach Naukowych” Łódzkiego Towarzystwa Naukowego, 2006

### Przekłady
- C.S. Lewis: Odrzucony obraz, ze wstępem tłumacza, Warszawa 1986, Kraków 2008
- Obłok niewiedzy i inne dzieła, Warszawa 1958

### Artykuły naukowe
- „Locksley Hall – utopijny poemat A. Tennysona, „Prace Polonistyczne”, Łódź 1953 t.X, s.333-343
- Maska angielska, jej pochodzenie i wpływ na teatr, „Pamiętnik Teatralny”, 1953 nr 3/7, s.128-151
- Z zagadnień twórczości Dickensa, „Prace Polonistyczne”, Łódź 1954, t.XII, s.459-471
- William Wordsworth i „Ballady liryczne”, „Prace Polonistyczne”, Łódź 1955, t.XIII, s.331-353
- Problem Josepha Conrada, „Kultura i Społeczeństwo”. 1957, t.I nr 4, s. 48-80
- Rok 1812 na ziemiach polskich i litewskich w ujęciu Waltera Scotta, „Zeszyty Naukowe UŁ, 1959, seria I, t.13, s. 10-20
- Wyspa mędrców – utopia Franciszka Bacona, „Zeszyty Naukowe UŁ, 1962, seria I, t.25, s.151-172
- Walter Scott in Poland. Part I – Warsaw and Wilno, „Studies in Scottish Literture”, Lubbock (Texas) 1964, t.II, nr 2, s.87-95
- Walter Scott in Poland. Part II – Adam Mickiewicz and Walter Scott, „Studies in Scottish Literatur”, 1965, t.III, nr 2, s.71-95
- A forgotten meaning of „The Tempest”. w: Poland's homage to Shakespeare. Warszawa 1965, s.159-191
- The fantastic and realistic in literature – suggestions how to define and analyse fantastic fiction, „Zagadnienia Rodzajów Literackich”, Łódź 1966, z.9 (1), s.54-74
- Adam Mickiewicz i Walter Scott, „Zeszyty Naukowe UŁ”, 1967, seria I, t.48, s.45-69
- Promieniowanie kultury polskiej na W. Brytanię i St. Zjednoczone, „Życie i Myśl”, 1969 nr 3, s.46-56
- Książka z Littlemore, w: J.H.Newman: O rozwoju doktryny chrześcijańskiej, tłum. J.W. Zielińska, Warszawa 1957, s.5-18.
- Wstęp, w: J.H. Newman, Logika wiary, Warszawa 1989, tłum. P. Boharczyk, s. 7-22.
- Człowiek dzisiejszy i człowiek przyszłości na tle science fiction, „Życie i Myśl”, 1976 nr 7-8, s.121-128
- Początki powieści historycznej w Anglii, „Prace Polonistyczne”, 1976, ŁTN, XXXII, s.77-92
- Literatura staropolska a literatura angielska – problemy i ich ilustracje, [w:] Literatura staropolska w kontekście europejskim, Wrocław 1977, s.209-321
- Guliwer między utopią i antyutopią, „Zeszyty Naukowe UŁ”, 1978, seria I, t.46, s.95-124
- Początki powieści kryminalnej w Anglii, „Zeszyty Naukowe UŁ”, 1980, seria I, t.66, s.85-98
- Zagadnienia recepcji dzieła i pisarza, „Acta Universitatis Lodziensis”, 1981, Folia Literaraia 3, s.139-147
- Brytyjska ballada kryminalna, „Acta Universitatis Lodziensis”, 1987, Folia Literaria 18, s.3-30
- Social aspects of literary evaluation in England and in Poland. [w:] Literatura angielska i amerykańska – problemy recepcji, Lublin 1989, s.7-26